# Leopold Schumm
Leopold Schumm (* 30. Juli 1878 in Atzgersdorf; † 10. Februar 1955 in Wien) war ein österreichischer Baumeister und Architekt.

## Leben
Nach Abschluss der dreijährigen Werkmeisterschule an der Staatsgewerbeschule Wien, dem absolvierten Militärdienst und einigen Jahren des Praktikums machte er sich 1904 als Baumeister selbständig.
1906 ehelichte er die Tochter eines Lokalpolitikers, mit der er vier Kinder hatte. 1907 wurde am Standort Schulgasse 8, Liesing (heute Dirmhirngasse), seine Firma mit Baumeistergewerbe eingetragen; 1929 war er Mitbegründer der Baugesellschaft Gebrüder Leopold und Friedrich Schumm OHG in Krems an der Donau. Bis 1920 übernahm er das Volkswehrkommando Liesing. Schumm war auch politisch aktiv, für die Deutschnationale Bewegung.
Leopold Schumm verwirklichte hauptsächlich Bauten im Süden von Wien. 1939 heiratete er erneut. Sein gleichnamiger Sohn übernahm den Betrieb. Er wurde auf dem Friedhof Liesing bestattet.
Schumm war über Jahrzehnte auch als Turner aktiv, nahm an Wettkämpfen teil und war Gauturnwart.

## Bauten
| Foto |                 | Baujahr   | Name                                                                 | Standort                                                   | Beschreibung | Metadaten                                                                       |
| ---- | --------------- | --------- | -------------------------------------------------------------------- | ---------------------------------------------------------- | --- | ------------------------------------------------------------------------------- |
| ja   | Datei hochladen | 1906      | Miethaus                                                             | Wien 12, Thunhofgasse 6 Standort                           | | P84(Architekt):Leopold Schumm P131(Ort):Wien Region-ISO:AT-9                    |
|      | Datei hochladen | 1906      | Villa                                                                | Wien 12, Schlöglgasse                                      | Anmerkung: Nr. unbekannt | P84(Architekt): P131(Ort):                                                      |
| ja   | Datei hochladen | 1906      | Möbelfabrik Wien 23                                                  | Breitenfurter Straße 219/Parttartgasse 32 Standort         | | P84(Architekt): P131(Ort):                                                      |
| ja   | Datei hochladen | 1908      | Villa                                                                | Wien 23, Mehlführergasse 1–3 / Waisenhorngasse 32 Standort | Anmerkung: Möglicherweise Datenfehler. Bei den angegebenen Adressen handelt es sich um unterschiedliche Gebäude. Außerdem liegen die Grundstücke zwar nebeneinander, das Haus mit der Adresse Rudolf-Waisenhorn-Gasse 32 steht allerdings in Liesing und die beiden Häuser in der Mehlführergasse 1–3 in Atzgersdorf. Das Haus Mehlführergasse 1 dürfte 1908 errichtet worden sein, Nr. 3 um 1910. Beim Haus in der Waisenhorngasse konnte das Baujahr nicht eruiert werden. | P84(Architekt):Leopold Schumm P131(Ort):Wien Region-ISO:AT-9                    |
| BW   | Datei hochladen | 1909      | Wohnhaus                                                             | Wien 23, Elisenstraße 19 Standort                          | | P84(Architekt):Leopold Schumm P131(Ort):Wien Region-ISO:AT-9                    |
| ja   | Datei hochladen | 1910      | Villa „Föhrenblick“                                                  | Perchtoldsdorf, Waldmühlgasse 17 Standort                  | | P84(Architekt):Leopold Schumm P131(Ort):Perchtoldsdorf Region-ISO:AT-3          |
| ja   | Datei hochladen | 1911      | Siedlung der Wohngenossenschaft „Wien Süd“                           | Wien 23, Elisenstraße 32–42 Standort                       | Anmerkung: Entwurf Brüder Gessner | P84(Architekt): P131(Ort):                                                      |
| ja   | Datei hochladen | 1911–1912 | Straßenmeisterei                                                     | Perchtoldsdorf, Wiener Gasse 107 Standort                  | | P84(Architekt):Leopold Schumm P131(Ort):Perchtoldsdorf Region-ISO:AT-3          |
| ja   | Datei hochladen | 1912      | Villa Menzel                                                         | Perchtoldsdorf, Scholaugasse 8 Standort                    | | P84(Architekt):Leopold Schumm P131(Ort):Perchtoldsdorf Region-ISO:AT-3          |
|      | Datei hochladen | 1914      | Wohnhaus                                                             | Wien 23, Elisenstraße 68 Standort                          | verändert | P84(Architekt):Leopold Schumm P131(Ort):Wien Region-ISO:AT-9                    |
| ja   | Datei hochladen | 1926      | Miethaus                                                             | Wien 23, Anton Krieger-Gasse 96 Standort                   | Anmerkung: Die Aufschrift am Haus zeigt das Jahr 1906 und der Dekor ist secessionistisch. Ebenso die Nebenhäuser. Datenfehler beim Baujahr? | P84(Architekt):Leopold Schumm P131(Ort):Wien Region-ISO:AT-9                    |
| ja   | Datei hochladen | 1928      | Hans-Werndl-Hof HERIS-ID: 14213 Objekt-ID: 10445 Wiener Wohnen: 1596 | Wien 23, Breitenfurter Straße 242 Standort                 | → Hauptartikel : Hans-Werndl-Hof f1 | P84(Architekt): P131(Ort):Liesing Region-ISO:AT-9                               |
| BW   | Datei hochladen | 1928–1929 | Einfamilienhaus                                                      | Wien 12, Kiningergasse 29 Standort                         | | P84(Architekt): P131(Ort):                                                      |
| ja   | Datei hochladen | 1930      | Gebietskrankenkassa                                                  | Wien 23, Dr.Neumann-Gasse 9 Standort                       | Anmerkung: Entwurf Johann Rothmüller | P84(Architekt):Johann Rothmüller, Leopold Schumm P131(Ort):Wien Region-ISO:AT-9 |
| BW   | Datei hochladen | 1932      | Wohnhausanlage der Genossenschaft „Wien Süd“                         | Wien 23, Pülslgasse 31 Standort                            | Anmerkung: Entwurf Siegfried Schwarzfeld | P84(Architekt):Leopold Schumm P131(Ort):Wien Region-ISO:AT-9                    |
|      | Datei hochladen | 1942      | Notwohnungen                                                         | Wien 23, Dirmhirngasse 112                                 | zerstört Nach Zerstörung der Synagoge Atzgersdorf in der Reichspogromnacht 1938 wurden an dieser Stelle mit den Ziegeln der Synagoge „Notwohnungen“ errichtet. | P84(Architekt): P131(Ort):                                                      |